# Афтабру
Афтабру (перс. افتابرو) — село в Ірані, у дегестані Альвір, у бахші Харкан, шахрестані Зарандіє остану Марказі. За даними перепису 2006 року, його населення становило 87 осіб, що проживали у складі 23 сімей.

## Клімат
Середня річна температура становить 12,00 °C, середня максимальна – 30,88 °C, а середня мінімальна – -9,26 °C. Середня річна кількість опадів – 256 мм.
| Клімат поселення                              | Клімат поселення | Клімат поселення | Клімат поселення | Клімат поселення | Клімат поселення | Клімат поселення | Клімат поселення | Клімат поселення | Клімат поселення | Клімат поселення | Клімат поселення | Клімат поселення | Клімат поселення |
| Показник                                      | Січ.             | Лют.             | Бер.             | Квіт.            | Трав.            | Черв.            | Лип.             | Серп.            | Вер.             | Жовт.            | Лист.            | Груд.            |                  |
| Середній максимум, °C                         | 6,74             | 8,04             | 12,41            | 19,30            | 23,93            | 29,43            | 30,88            | 30,26            | 25,92            | 19,80            | 13,17            | 7,25             |                  |
| Середня температура, °C                       | −1,26            | 0,03             | 4,40             | 11,30            | 15,93            | 21,44            | 25,04            | 24,40            | 20,06            | 13,95            | 7,31             | 1,39             |                  |
| Середній мінімум, °C                          | −9,26            | −7,96            | −3,59            | 3,30             | 7,94             | 13,43            | 19,18            | 18,55            | 14,21            | 8,10             | 1,46             | −4,46            |                  |
| Норма опадів, мм                              | 33               | 33               | 48               | 38               | 30               | 5                | 2                | 1                | 0                | 12               | 21               | 33               |                  |
| Середньомісячна швидкість вітру, м/с          | 1.85             | 2.02             | 3.13             | 3.25             | 2.83             | 2.58             | 2.64             | 2.50             | 2.28             | 2.18             | 1.88             | 1.78             |                  |
| Середньомісячна сонячна радіація, кДж/м²·день | 8610             | 11590            | 14103            | 17724            | 21814            | 26085            | 25945            | 23411            | 19829            | 14390            | 10551            | 8406             |                  |
| --------------------------------------------- | ---------------- | ---------------- | ---------------- | ---------------- | ---------------- | ---------------- | ---------------- | ---------------- | ---------------- | ---------------- | ---------------- | ---------------- | ---------------- |
| Джерело:                                      |                  |                  |                  |                  |                  |                  |                  |                  |                  |                  |                  |                  |                  |